# Isole Cumberland
Le Isole Cumberland sono situate nel mar dei Coralli al largo delle regioni di Whitsunday e Mackay nel Queensland, in Australia.
Le isole Cumberland comprendono le Whitsunday, con i gruppi Lindeman e Molle, e più a sud il Sir James Smith Group, Brampton Island, Carlisle Island, Scawfell Island, Cockermouth Island, Keswick Island e St Bees Island.

## Storia
Le isole sono state scoperte nel 1770 da James Cook, allora tenente della Royal Navy britannica a bordo della HMS Endeavour che le ha chiamate in onore del duca di Cumberland (Henry Frederick), fratello di re Giorgio III.
Nel dare il nome, Cook non diede alcuna indicazione precisa su quali isole fossero comprese, ma la sua carta mostrò il nome che copriva le isole da Hayman Island a nord, fino a St Bees Island e Keswick Island a sud. Anche le carte successive più dettagliate mostravano gli stessi confini. Recentemente queste isole sono diventate sempre più conosciute come isole Whitsunday.